# Озеряни-Пилатківці
Озеряни-Пилатківці — залізнична станція Тернопільської дирекції залізничних перевезень Львівської залізниці.
Розташована на лінії Вигнанка — Іване-Пусте між станціями Шманьківчики (13 км) та Тересин (10 км) у селі Озеряни Борщівського району. На станції зупинялися тільки приміські поїзди.
З червня 2020 року дві пари приміського дизель-поїзда №6273/6276, №6279/6272 сполученням Тернопіль—Борщів—Тернопіль скасовано. 